# 韓国における反グーグル法
2021年8月31日に行われた韓国の電子通信事業法の改正は、企業が自社のアプリストアで、アプリ開発業者に自社決済システムを使うことを義務付け、開発業者から手数料を徴収することを事実上禁止する内容であり、企業のアプリ決済システムに対して政府が介入するというこの事例は世界初である。またこの法律は主にGoogleを対象としていたことから「反グーグル法」とも呼ばれる。また、「インアプリ決済禁止法」とも表記される。
この法律は9月15日以内に公布、施行される予定である。

## 背景
2020年9月にGoogleはすべてのアプリ開発業者に自社の決済システムを課し、全てのアプリ内課金に対して最大で30％の手数料を徴収することを発表した。しかしこの発表はアプリ開発業者の反発を受け、2021年7月には新しい課金制度を2022年3月末に延期することを決定し、グーグルプレイストアの手数料を15％に引き下げると発表した。
こうした背景を受け、韓国国会の司法委員会は8月25日、GoogleとAppleがアプリ内課金でソフトウェア開発業者に手数料を請求する事例が慣例化されることを防ぐための電子通信事業法の改正案が議題として取り上げられた。しかしこの法案はすぐに可決されず、何度かの延期を経て、31日に188人中180人の賛成を得て可決した。

## 内容
企業が自社のアプリストアでアプリ内課金などの自社決済システムを強要するシステムが規制の対象となっている。これに違反した場合、放送通信委員会が是正命令を行い、応じない場合はさらに課徴金などの支払い命令を行うことができる。

## 影響
Appleはこの法改正について、ユーザーの安全保護を損ね、アップストアの信頼性を低下させ、最終的に韓国の開発者の収益機会を減らすことになると発表した。
放送通信委員会の韓相赫は「公正で開放的なネット環境づくりに寄与する点で意味は大きい。世界的なプラットフォーマー規制の立法化の試金石になる」と述べた。
Epic GamesのCEOであるティム・スウィーニーは、この法律に関して「コンピュータの歴史に残る新しいマイルストーンである。」と、自身のTwitterアカウント上で、評価した。